# Хруставка Дмитро Семенович
Дмитро Семенович Хруставка (24 грудня 1924, с. Стара Ягільниця, нині Чортківського району Тернопільскої області — 18 серпня 2000, м. Борщів) — український хоровий диригент, фольклорист.

## Життєпис
Закінчив Львівський культурно-освітній технікум. 
Художній керівник, диригент мішаного хору Борщівського будинку культури (1952). Організатор у м. Борщів ансамблю народної пісні й танцю «Збручани» (1957, від 1970 — народний); для нього драматизував хороводно-танцювально музичні картини «Прийшла весна красна», «Вечір у Надзбруччі», фрагменти з «Подільського весілля», давні танцювальні пісні «Каперуш» і «Волох». Диригент хору залізничників у м. Чортків. 

## Доробок
Записав близько 300 мелодій народних пісень (1953–1980) у рідному селі та в селах Борщівського району. 11 записів його мелодій опубліковані у двотомнику «Пісні Тернопільщини» (1989, 1993). Автор збірки народних пісень «На крилах пісні».